# Phyllanthus trichotepalus
Phyllanthus trichotepalus är en emblikaväxtart som beskrevs av John Patrick Micklethwait Brenan. Phyllanthus trichotepalus ingår i släktet Phyllanthus och familjen emblikaväxter. Inga underarter finns listade i Catalogue of Life.